# ألبرت غلوفر
ألبرت غلوفر (بالإنجليزية: Albert Glover)‏ هو سياسي نيوزلندي، ولد في 1849 في المملكة المتحدة، وتوفي في 1941 في نيوزيلندا. حزبياً، نشط في الحزب الليبيرالي النيوزيلندي. وقد انتخب عضو مجلس النواب نيوزيلندا.